# Miguel Espinoza
Miguel Espinoza (nasceu?) é um ex-ciclista nicaraguense. Ele representou sua nação em dois eventos durante os Jogos Olímpicos de Verão de 1976, no Canadá.